# Piquet de Guerossos
El Piquet de Guerossos és una muntanya de 2.583 metres que es troba al municipi de Lladorre, a la comarca del Pallars Sobirà.